# Templo Beiyue
El templo Beiyue (en chino, 北岳庙) es un lugar de culto taoísta en Quyang, en la provincia de Hebei (China). Los emperadores de la dinastía Song utilizaban el templo para realizar sacrificios al monte Heng mientras la dinastía Liao ocupaba la montaña. El templo alberga el salón Dening, el edificio de madera más grande, antiguo y uno de los más importantes que se conservan de la dinastía Yuan. También contiene tres puertas, un pabellón octogonal y numerosas estelas antiguas.

## Historia
El templo de Beiyue fue establecido por primera vez durante la dinastía Wei del Norte (386-584) o la dinastía Tang (618-907), pero el lugar pudo haber estado en uso ya en el II a. C., durante la dinastía Han. Ha pasado por dos reconstrucciones: la primera en 991 después de que los kitán lo destruyeran durante la década de 950 y, la segunda, en 1270. De acuerdo a una imagen sobreviviente del templo, que data de una historia local de Quyang escrita en 1672, los edificios había alcanzado en ese momento su diseño actual.
Durante la dinastía Song, se utilizó como una alternativa para ofrecer sacrificios al «Pico Norte», el monte Heng, una de las montañas sagradas del taoísmo. Durante este tiempo, la dinastía Liao (916-1125) controlaba el monte Heng. Para mantener la legitimidad política y recibir el apoyo taoísta, el emperador Song eligió al templo Beiyue como lugar para realizar sacrificios a la montaña. Aunque el monte no pertenecía a los Song, estos creían que una «veta geomántica» que dirigiría sus sacrificios podría atravesar el territorio controlado por el enemigo y llegar hasta allí.

## Arquitectura

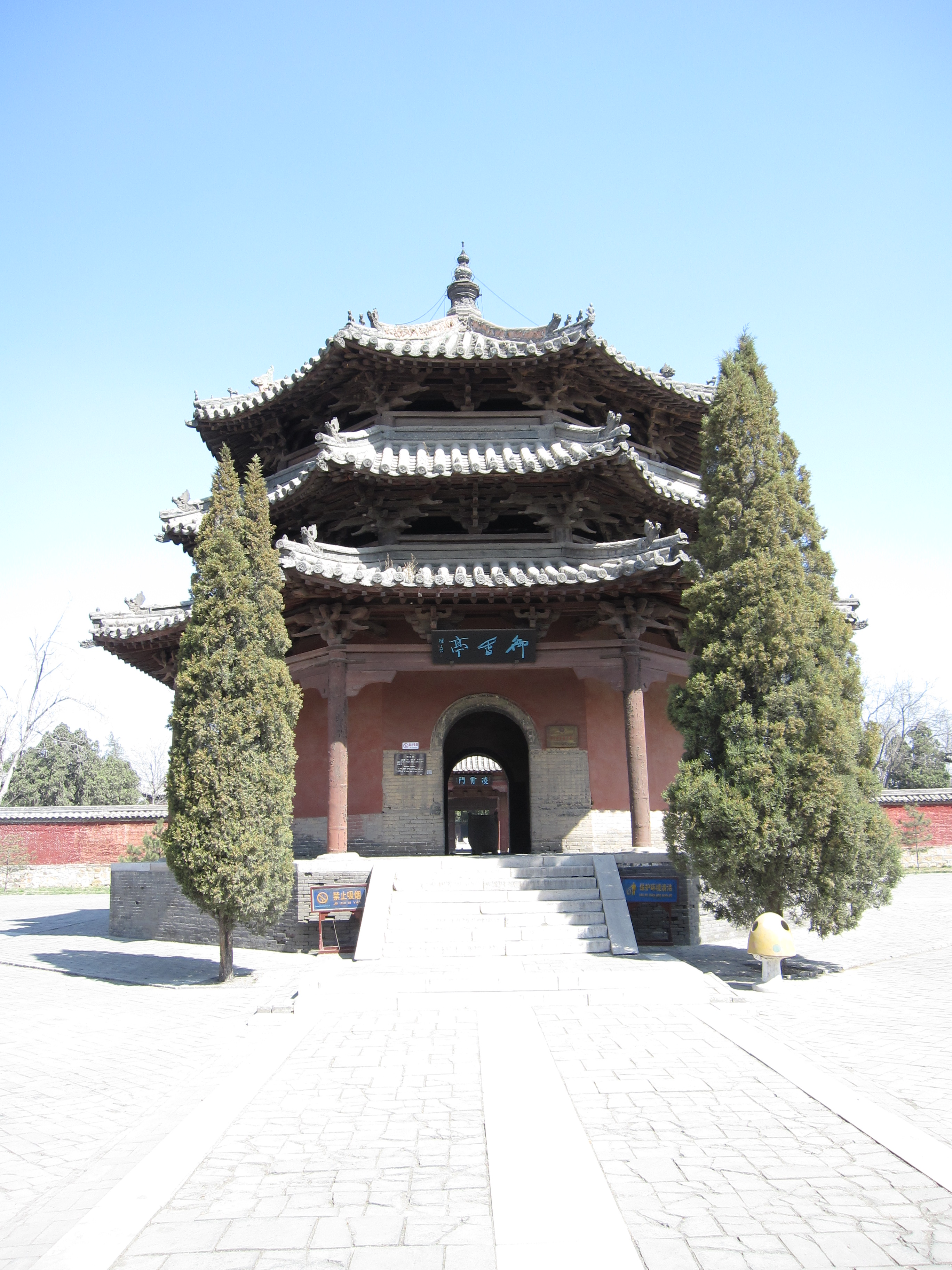
El pabellón Tianyi

El templo está dispuesto en un eje norte-sur y cuenta con seis estructuras. De sur a norte, los edificios son: una puerta, un pabellón octogonal llamado Tianyi (天一阁) construido durante la dinastía Ming, dos puertas más y el salón Dening (德宁殿). Una gran plataforma frente al salón Dening presenta los restos de esculturas de piedra, aunque antiguamente ahí se situaba otro edificio. Según los carteles en el templo, muchas de las estructuras fueron reconstruidas a finales del XX.
El muro que rodeaba los terrenos de Beiyue formaba parte de una muralla que circundaba Quyang. El pórtico sur sirvió en su día como una de las puertas principales de la ciudad. Aparte de los restos que forman parte del templo, no queda nada más de este muro. El lugar también alberga más de 137 estelas, que datan desde la dinastía Wei del Norte hasta la dinastía Qing.

### Salón Dening
El edificio principal del templo es el salón Dening, que fue construido en 1270 durante la dinastía Yuan. Frente al salón hay enorme plataforma conocida como yuetai (月台, literalmente «plataforma lunar»), que mide 25 por 20 metros. El edificio se asienta sobre una plataforma elevada, y se puede acceder por una escalera frontal central o por una de las dos escaleras laterales unidas al yuetai. Cerrando el perímetro de la plataforma hay una balaustrada de mármol blanco coronada por figuras de leones. Según el Yingzao Fashi, un tratado arquitectónico de la dinastía Song, el salón posee soportes de columna de tipo sexto puzuo para sostener su techo. Este clase tiene tres brazos de soporte transversales y tres horizontales. Los soportes del sexto puzuo son los más complejos que sobreviven del período de la dinastía Yuan. Basándose en la intrincada estructura, la balaustrada de mármol y la altura de la plataforma, Steinhardt identifica el salón Dening como uno de los dos salones de madera existentes más eminentes e importantes que datan de la época Yuan. Estas características también coinciden estrechamente con las descripciones de la arquitectura de la capital, lo que significa que la estructura es representativo de la arquitectura capitalina de la dinastía Yuan de Janbalic (la Pekín actual).

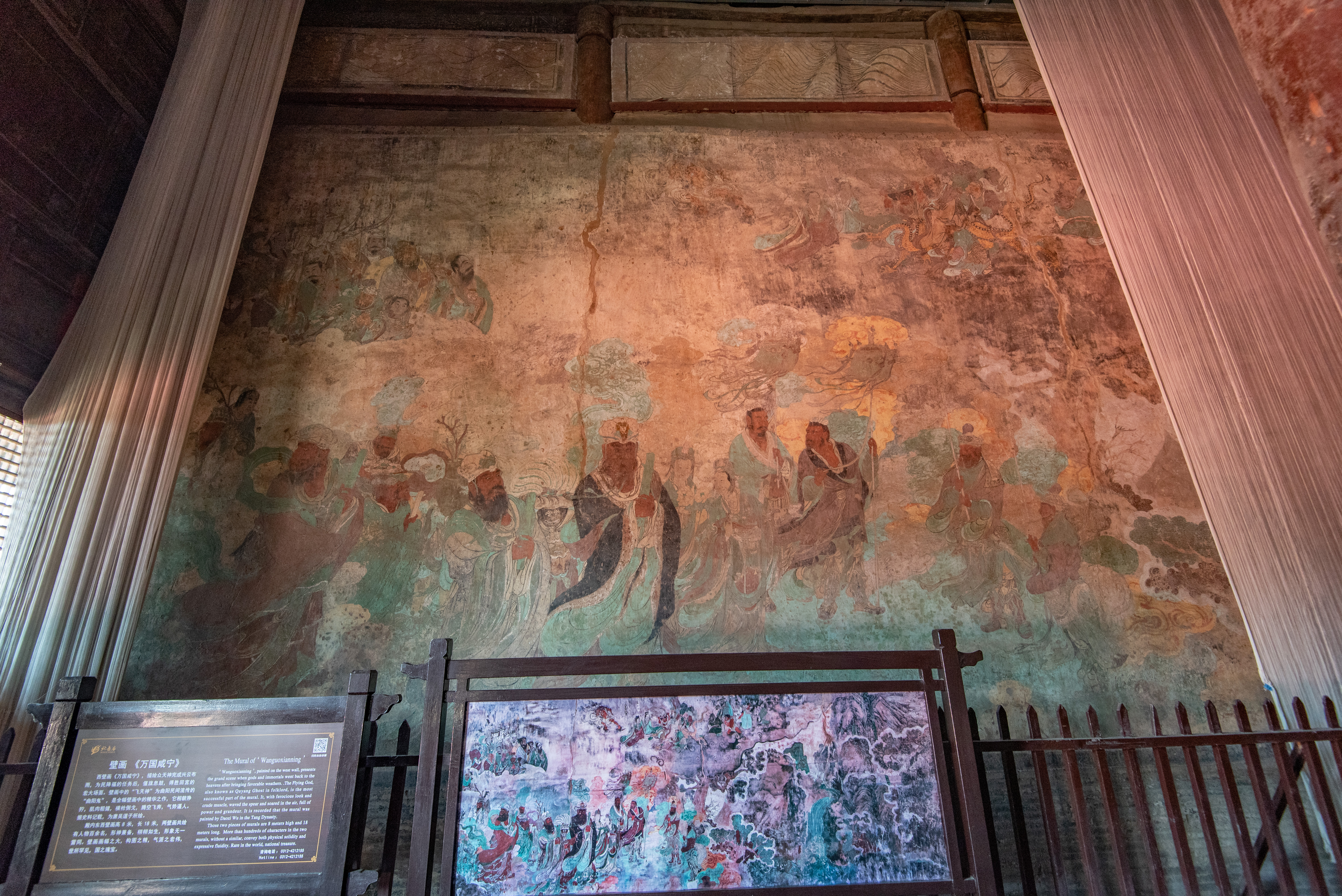
El mural de la pared oeste del salón Dening

El salón Dening alberga murales taoístas pintados en tres de sus paredes. El mural del muro occidental, que data de la dinastía Tang, mide 17 por 7 metros y presenta una deidad local del agua con un ser alado en la parte superior. Con dimensiones similares al mural occidental, el mural oriental retrata al Rey Dragón. Además, el edificio contiene nueve estatuas; todas pertenecen a un período más reciente que el propio salón.